# مهمان دوية (دامنكوه)
مهمان دویة (بالفارسية: مهماندویه) هي مستوطنة تقع في إيران في قسم دامنكوه الريفي. يقدر عدد سكانها بـ 313 نسمة بحسب إحصاء 2016.